# Klečetné
Klečetné je malá vesnice, část obce Oráčov v okrese Rakovník ve Středočeském kraji. V roce 2011 zde trvale žilo třicet obyvatel. Vesnice se nachází přibližně 2,5 kilometru jihovýchodně od Oráčova a přibližně dvacet kilometrů od okresního města Rakovník.

## Historie
První písemná zmínka o vesnici pochází z roku 1273.

## Obyvatelstvo
Při sčítání lidu v roce 1921 zde žilo 164 obyvatel (z toho 88 mužů), z nichž bylo jedenáct Čechoslováků a 153 Němců. Kromě deseti evangelíků se hlásili k římskokatolické církvi. Podle sčítání lidu z roku 1930 měla vesnice 201 obyvatel: šestnáct Čechoslováků, 184 Němců a jednoho cizince. Počet evangelíků klesl na pět a ostatní patřili k římskokatolické církvi.
| Rok            | 1869 | 1880 | 1890 | 1900 | 1910 | 1921 | 1930 | 1950 | 1961 | 1970 | 1980 | 1991 | 2001 | 2011 | 2021 |
| -------------- | ---- | ---- | ---- | ---- | ---- | ---- | ---- | ---- | ---- | ---- | ---- | ---- | ---- | ---- | ---- |
| Počet obyvatel | 201  | 210  | 179  | 214  | 202  | 164  | 201  | 113  | 98   | 65   | 32   | 24   | 19   | 30   | 32   |
| Počet domů     | 32   | 36   | 38   | 39   | 39   | 39   | 44   | 37   | 37   | 20   | 12   | 17   | 18   | 24   | 25   |

## Obecní správa
Při sčítání lidu v letech 1869–1959 Klečetné bylo samostatnou obcí v okrese Podbořany. Od roku 1960 je částí obce Oráčov v okrese Rakovník.

## Pamětihodnosti
- Socha Panny Marie Immaculaty, na návsi
- Stodola za čp. 17